# Tallyrama testacea
Tallyrama testacea là một loài bọ cánh cứng trong họ Cerambycidae.